# Platamops
Platamops es un género de coleóptero de la familia Salpingidae.

## Especies
Las especies de este género son:
- Platamops binotatus
- Platamops decoratus
- Platamops gounellei
- Platamops laticollis
- Platamops mediofasciatus
- Platamops obliquus
- Platamops quadrisignatus
- Platamops semioeneus
- Platamops telephanoides
- Platamops thiemei
- Platamops vittatus